# As-Surman
As-Surman (arab. الصرمان) – miejscowość w Syrii, w muhafazie Idlib. W 2004 roku liczyła 1296 mieszkańców.